# دراژنگو
دراژنگو (به لهستانی:  Drażniew) یک روستا در لهستان است که در گمینا کورچو واقع شده‌است.